# 寝ても覚めても
『寝ても覚めても』（ねてもさめても）は、柴崎友香による日本の長編恋愛小説。2010年に雑誌『文藝』夏号に掲載され、同年9月に河出書房新社より刊行された。同じ顔をした2人の男性の間で揺れ動く女性の恋心を細やかに描く。第32回（2010年）野間文芸新人賞受賞作。2014年5月に河出文庫より文庫化された。
およびそれを原作とした2018年9月1日公開の日本映画。濱口竜介監督により主演・東出昌大、ヒロイン・唐田えりかで映画化された。映画公開に合わせて、森泉岳土による漫画とコラボした書き下ろし番外篇「同じ街の違う夜」を収録した増補新版が2018年6月に河出文庫から発売された。

## あらすじ
大阪で社会人になった朝子は、同い年の麦と偶然出会い恋に落ちる。周囲の心配をよそに二人は深く愛し合うが、ある日麦は上海へ旅立ったまま帰らなかった。
3年後、朝子は東京へ引っ越しカフェで働き始める。そこで、麦に瓜二つの男性・亮平と出会う。名前も年齢も性格も違う亮平に戸惑いながらも、朝子は彼の顔を見るたびに胸が高鳴る。雪の日、貧血で倒れた朝子を亮平が介抱したことをきっかけに、二人は付き合い始める。そんな中、朝子は麦の居場所を知ることになる。

### 登場人物
- 朝子
- 麦（ばく）
- 亮平

### 書籍情報
- 単行本 - 河出書房新社 ISBN 978-4-309-02005-1（2010年9月17日）
- 文庫本 - 河出文庫 ISBN 978-4-309-41293-1（2014年5月8日）
- 文庫本（増補新版） - 河出書房新社 ISBN 978-4-309-41618-2（2014年6月5日）
- 文庫本（増補新版） - 河出文庫 ISBN 978-4-309-41618-2（2018年6月6日） - 短編小説「同じ街の違う夜」増補

## 映画
日本とフランスの映画会社が合同で製作、2018年9月1日に公開された。2015年に『ハッピーアワー』がインディーズ作品ながら国際映画祭で数々の賞を受賞し注目された濱口竜介監督の商業映画デビュー作。tofubeatsが初めて映画音楽を担当した。
『Asako I & II』の英題で第71回カンヌ国際映画祭、ニューヨーク映画祭など各国の主要映画祭に出品、世界20か国で配給された。

### キャスト
- 丸子亮平 / 鳥居麦 - 東出昌大[10]
- 泉谷朝子 - 唐田えりか[10]
- 串橋耕介 - 瀬戸康史[10]
- 鈴木マヤ - 山下リオ[10]
- 島春代 - 伊藤沙莉[10]
- 岡崎伸行 - 渡辺大知（黒猫チェルシー）[10]
- 平川 - 仲本工事[10]
- 岡崎栄子 - 田中美佐子[10]
- 社員（紅錦酒造） - 長内映里香[10][11]
- 部長（紅錦酒造） - 大西武志[10][12]
- クラブの男性 - 玉川蓮[10][13]
- DJ - DJ RYOHEY[10][14]
- スタッフ（写真展） - 梅舟惟永[10][15]
- 岡部尚[10][16]
- 兼重淳[10]
- キンタカオ[10]
- 受付（劇団公演） - 望月美里[10][17]
- 西山真来[10][18]
- 本間淳志[10][19]
- 小林達夫[10]
- 枝元深佳[10]
- 中山求一郎[10][20]
- 深谷和倫[10]
- 森三恵[10]
- 三塚宏昭[10][21]
- 加藤隆[10]
- ラジオパーソナリティー - 谷五郎[10][22]
- ラジオパーソナリティー - 田名部真理[10][23]
- 滝口ひかり[10]
- 滝口きらら[10]
- 高森敬太[10]
- 高木達也[10]
- 金沢歩[10]
- 遊歩道の男性 - 米村亮太朗[10][24]
- 道端にしゃがみ込む女性 - 占部房子[10][25]
- 不動産屋 - 村上かず[10][26]
- ジンタン - ハの字[27]

### スタッフ
- 原作 - 柴崎友香『寝ても覚めても』（河出書房新社刊）
- 監督 - 濱口竜介
- 脚本 - 田中幸子、濱口竜介
- 音楽 - tofubeats
- 主題歌 - tofubeats「RIVER」（unBORDE / ワーナーミュージック・ジャパン）
- エグゼクティブプロデューサー - 福嶋更一郎
- プロデューサー - 定井勇二、山本晃久、服部保彦
- スーパーバイジングプロデューサー - 久保田修
- アソシエイトプロデューサー - 新村裕
- French Coproducer - Masa Sawada
- 撮影 - 佐々木靖之
- 録音 - 島津未来介
- 美術 - 布部雅人
- 編集 - 山崎梓
- スタイリスト - 宮本まさ江
- 衣装 - 清水寿美子
- ヘアメイク - 橋本申二
- 装飾 - 加賀本麻未
- VFXディレクター - 白石哲也
- VFXスーパーバイザー - 小坂一順
- リレコーディングミキサー - 野村みき
- スーパーバイジングサウンドエディター - 浅梨なおこ
- 助監督 - 是安祐
- 制作担当 - 中川聡子
- 助成 - 文化庁文化芸術振興費補助金
- 特別協力 - WILLER
- 配給 - ビターズ・エンド、エレファントハウス
- 制作プロダクション - C&Iエンタテインメント
- 製作幹事 - メ〜テレ、ビターズ・エンド
- 製作 - 映画「寝ても覚めても」製作委員会（メ〜テレ、ビターズ・エンド、バップ、日本出版販売、朝日新聞社、ヒョウゴベンダ、エレファントハウス、C&Iエンタテインメント）、COMME DES CINÉMAS

### 受賞
- 第42回山路ふみ子映画賞[28]
  - 山路ふみ子映画賞（濱口竜介）
  - 山路ふみ子新人女優賞（唐田えりか）
- 第10回TAMA映画賞[29]
  - 最優秀作品賞
  - 最優秀男優賞（東出昌大、『菊とギロチン』『パンク侍、斬られて候』『OVER DRIVE』『予兆 散歩する侵略者 劇場版』とあわせて）
  - 最優秀新進女優賞（伊藤沙莉、『榎田貿易堂』『パンとバスと2度目のハツコイ』『blank13』とあわせて）
- 第40回ヨコハマ映画祭[30]
  - 作品賞
  - 監督賞（濱口竜介）
  - 主演男優賞（東出昌大）
  - 助演女優賞（伊藤沙莉）
  - 最優秀新人賞（唐田えりか）
  - 撮影賞（佐々木靖之）
- 第92回キネマ旬報ベスト・テン[31]
  - 日本映画ベスト・テン第4位
  - 読者選出日本映画ベスト・テン第4位
- おおさかシネマフェスティバル2019[32]
  - 日本映画 音楽賞（tofubeats）
- 第28回日本映画プロフェッショナル大賞[33]
  - 監督賞（濱口竜介）
  - ベストテン第2位
- 国際シネフィル協会（ICS）
  - 2018年 ICSカンヌ賞 - 脚本賞[34]
  - 第16回国際シネフィル協会賞 - 2018年最優秀未公開作品[35]

### 備考
良平役の東出と朝子役の唐田との共演により、2020年1月23日、不倫を報じた週刊誌報道により、共演したCMが相次いで打ち切りになった。同年8月1日、所属事務所を通じ、杏との離婚を発表。